# Українська республіканська партія
Украї́нська республіка́нська па́ртія — українська політична партія, офіційно зареєстрована Міністерством юстиції 21.12.2006 р., отримавши свідоцтво № 139 під назвою "Українська республіканська партія Лук'яненка".
На з'їзді УРП(Л) 27 вересня 2008 року партія  змінила назву на - «Українська республіканська партія»

## Керівники партії
- 2006—2007: Олесь Сергієнко
- 2007—2007: Сергій Жижко
- 2007—2009: Ростислав Новоженець
- 2009—2011: Володимир Гуменюк
- 2011—2013: Левко Лук'яненко
- З 2013: Сергій Джердж

## Історія
У 1960-1980-х роках спрямованість векторів національного і демократичного протесту в рамках українського дисидентського руху збігалася. Ця одновекторність виявилася принципово важливою напередодні формування політичних партій в Україні і першому етапі розвитку багатопартійності. Завдяки їй розбудова багатопартійної системи в Україні розпочалася зі створення партій націонал-демократичного і націонал-патріотичного спрямування. Важливу роль у цьому процесі відігравала Українська Гельсінська спілка.
Наприкінці 1989 — початку 1990 року на основі «неформальних» демократичних організацій і Руху почали утворюватися політичні партії, опозиційні до КПРС. У березні 1990 року III З'їзд народних депутатів СРСР скасував 6 статтю Конституції СРСР, в якій ішлося про «керівну і спрямовуючу» роль КПРС у суспільстві, що скасувало монополію партії комуністів на владу і відкрило шлях до створення багатопартійної системи. Коли почалася кампанія по виборах до Верховної Ради УРСР, за ініціативою Української Гельсінської спілки, Народного руху України, «Меморіалу», Товариства української мови імені Тараса Шевченка, асоціації «Зелений Світ» та інших організацій для координації дій було створено виборчий Демократичний блок України.
У листопаді 1989 року в керівництві УГС відбулася гостра дискусія щодо реорганізації її в політичну партію. Однак реалізувати цей задум вдалося лише після виборів до Верховної Ради УРСР у березні 1990 року. 29-30 квітня 1990 року в Києві відбувся з'їзд Української гельсінської спілки, який ухвалив рішення про перетворення її в Українську республіканську партію (УРП). Новостворена партія засудила комуністичну ідеологію, висловилася за націоналізацію власності КПРС в Україні. Головною програмною метою нової партії проголошувалося створення Української незалежної соборної держави. Слід зазначити, що на той час в умовах невизначеності щодо подальшого перебування України в складі СРСР більшість політичних партій, які утворювалися, уникали відповіді на питання про майбутній державний устрій. Першим головою УРП став дисидент часів СРСР Левко Григорович Лук'яненко. До складу УРП перейшли не всі члени Української Гельсінської спілки: на установчому з'їзді В'ячеслав Чорновіл та ще одинадцять делегатів підписали заяву, якою відмежувалися від новоствореної партії, звинувачуючи її в тому, що вона базована на авторитарних засадах.
Після довгих зволікань з боку ще радянських органів реєстрації, 15 листопада 1990 УРП першою в Україні була зареєстрована Міністерством юстиції УРСР як політична партія.
Українська республіканська партія стала найбільш наближеною до ідеології неоконсерватизму серед партій демократичної спрямованості незалежної України. Згідно з заявами її ідеологів вона позиціонувалася як партія правого центру, носій традиційних консервативно-ліберальних і християнських цінностей. Зразком для себе партія вважає сучасний американський неоконсерватизм, який характеризується курсом на відстоювання таких цінностей, як широкі індивідуальні права і свободи, приватна власність та лібералізація економіки, ідейний плюралізм. Лідер партії Левко Лук'яненко виступав як категоричний противник федеративного устрою України і двомовності в окремих її районах. Він вважав, що українцям потрібен період національної консолідації, а національні меншини мають право на культурно-національну автономію.
Ставлення до українсько-російських відносин і майбутнього державного устрою України УРП знайшло відображення в ухвалі, прийнятій на громадсько-політичній конференції «Українсько-російські взаємини в суверенній Україні» у Львові 4 січня 1991 року. Учасники конференції вважали, що в незалежній Україні інтереси російської громади забезпечить національно-культурна автономія, яка базуватиметься на засадах самоврядування за сприяння держави та вільного розвитку зв'язків з історичною Батьківщиною — Росією. Стосовно Криму вважалося доцільною формою забезпечення інтересів усіх національних громад територіально-адміністративну автономію в складі України. Рівноправна участь росіян у політичному, державному, господарському і культурному житті слугувала б «згуртуванню усіх творчих сил народу, для виведення із кризи і подальшого розвитку нашої спільної Вітчизни — України». Визначальним фактором вважалося «почуття солідарності громадян України незалежно від походження і соціального становища».
Однак, Республіканська партія будувалася на традиціоналістських аспектах західного консерватизму, які стосуються швидше культури та моралі. Економічна платформа УРП була далекою від на ідейно-політичних правого консерватизму (з точки зору консерватизму, економічні проблеми окремої людини — це її власні проблеми, а не проблеми держави).

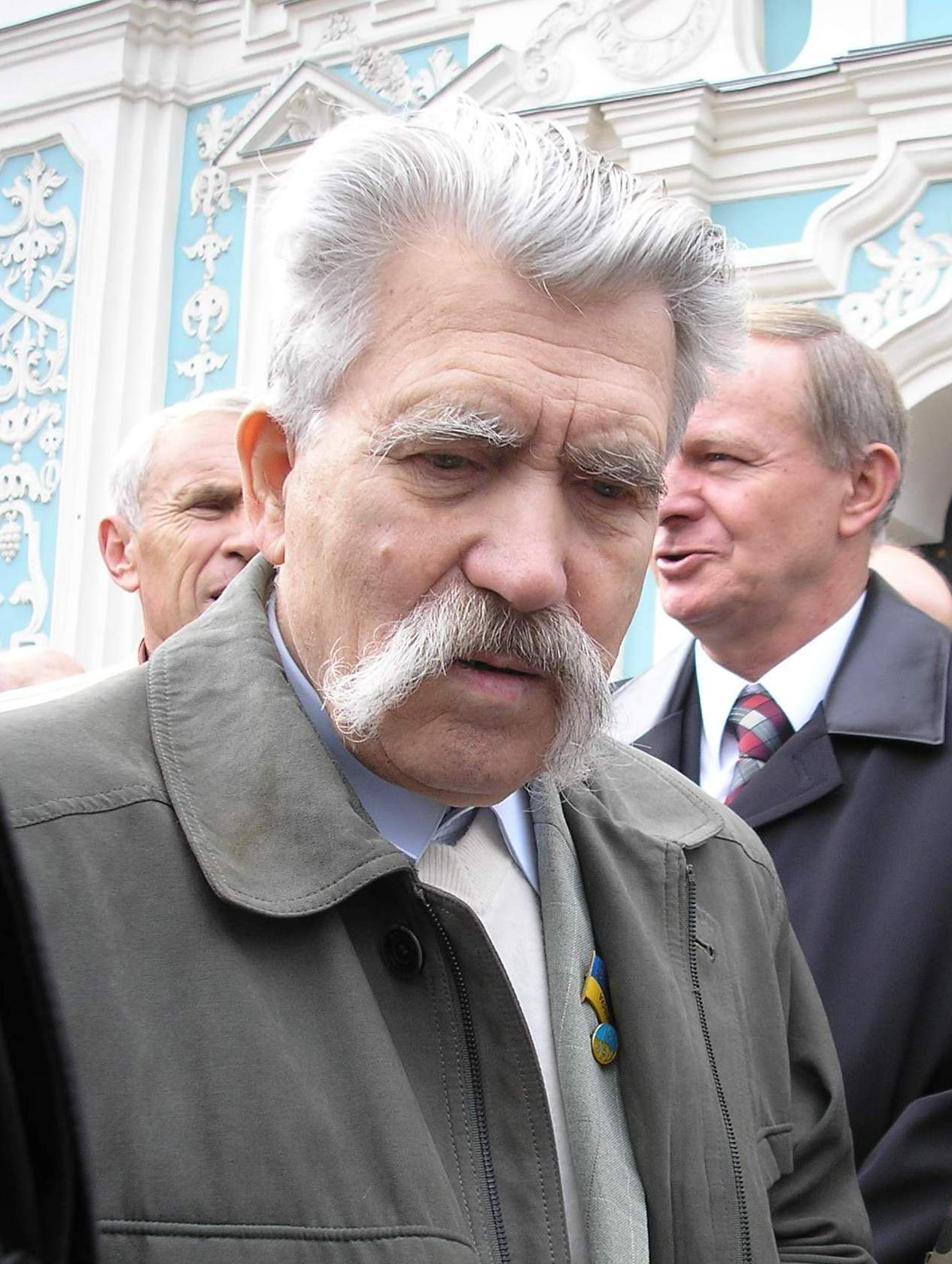
Левко Лук'яненко — перший голова Української республіканської партії

II з'їзд УРП, який відбувся 1-2 лютого 1991, вніс зміни та доповнення до Статуту і Програми і сформував Раду партії. УРП брала участь у президентських виборах 1 грудня 1991 року. Кандидат від УРП Левко Лук'яненко посів третє місце після Леоніда Кравчука й В'ячеслава Чорновола, набравши 4,49 % голосів.
На III з'їзді Республіканської партії у травні 1992 відбувся розкол між прихильниками поміркованої лінії і радикалами. Група на чолі з Степаном Хмарою, що відкололася, утворила Українську консервативну республіканську партію (УКРП). Тим часом, у зв'язку з призначенням Левка Лук'яненка Надзвичайним і Повноважним послом України в Канаді головою УРП було обрано Михайла Гориня. Лук'яненко при цьому залишився почесним головою партії.
Республіканська партія і Демократична партія України стали ініціаторами створення 2 серпня 1992 політичного блоку Конгрес національно-демократичних сил (КНДС), до складу якого увійшло 18 політичних партій і громадських організацій. У лютому 1993 УРП і КНДС стали ініціаторами створення Антикомуністичного антиімперського фронту України (ААФ).
У 1994 напередодні парламентських виборів УРП взяла активну участь у створенні демократичного об'єднання «Україна». Партія висунула 137 кандидатів у народні депутати, ставши четвертою після КПУ, СПУ і НРУ за кількістю висунутих кандидатів. На парламентських виборах 1994 здобула 11 мандатів. Депутами від УРП стали Микола Горбаль, Євген Пронюк, Левко Горохівський, Микола Поровський, Михайло Павловський, Олександр Шандрюк, Юрій Оробець, Богдан Ярошинський, Роман Безсмертний, Левко Лук'яненко, Богдан Горинь. Однак партійний лідер Михайло Горинь програв на виборах Степану Хмарі. У Верховній Раді депутати від УРП стали ядром депутатської фракції «Державність», яку очолив академік Юхновський. Після перемоги на президентських виборах 1994 Леоніда Кучми партія стала в опозицію до президентського курсу — V з'їзд партії, який відбувся 10 вересня 1994, проголосив про перехід в опозицію.
На VI з'їзді УРП, що пройшов 21-22 жовтня 1995, відбулася певна корекція політичного курсу партії, зміна орієнтирів та керівництва: головою партії було обрано Богдана Ярошинського, що призвело до значної радикалізації політичного курсу республіканців. Внаслідок цього частина депутатів — членів УРП залишила фракцію «Державність».
14-15 грудня 1996 відбувся черговий з'їзд УРП, який засвідчив значні розходження щодо курсу партії серед її керівництва: Лук'яненко і Ярошинський виступали за перехід у жорстку опозицію до всіх гілок існуючої влади, радикалізацію діяльності партії. Михайло і Богдан Горині, а також Микола Поровський відстоювали більш поміркований курс, вибіркову співпрацю із чинною владою, блокування з правоцентристськими організаціями, проведення просвітницької діяльності, необхідність консолідації української нації. З мінімальною перевагою на посаду голови партії було переобрано Б. Ярошинського. Після з'їзду боротьба двох ліній в УРП набрала рис непримиренності. Група Поровського і братів Горинів наполягала на проведенні позачергового з'їзду партії і зміни керівництва. Керівництво УРП на чолі з Левком Лук'яненком і Богданом Ярошинським звинуватило Горинів, Поровського, Горбаля у розкольницькій діяльності і на Раді УРП у березні 1997 вони були виключені з партії (згодом утворили Республіканську християнську партію.
Блокуючись перед березневими виборами 1998 з іншими націоналістичними організаціями, УРП спільно з Конгресом українських націоналістів утворили виборчий блок партій «Національний фронт», куди, крім цих партій, увійшли і такі радикальні організації як Українська консервативна республіканська партія і об'єднання «Державна самостійність України». Тим не менше, на виборах 1998 року «Національний фронт» отримав 2,7% голосів виборців і не здобув представництва у Верховній Раді України. В тому ж році головою УРП обрано Олександра Шандрюка. У 2000 році головою партії знову став Левко Лук'яненко.
9 лютого 2001 створено Форум національного порятунку (ФНП), до складу якого входили партія «Батьківщина», Українська республіканська партія, Українська консервативна республіканська партія, Українська народна партія «Собор», Українська соціал-демократична партія, Українська християнсько-демократична партія і Патріотична партія. Пізніше, у листопаді 2001 року, на базі ФНП був створений «Блок Юлії Тимошенко».
21 квітня 2002 одночасно пройшли другий етап XII З'їзду УРП і другий етап III З'їзду Української народної партії «Собор» (УНП «С»), на яких було ухвалене рішення про злиття в одну партію за назвою Українська республіканська партія «Собор». До об'єднання ввійшла також Українська християнсько-демократична партія. Головою партії був обраний Анатолій Матвієнко.
На парламентських виборах 2002 року УРП «Собор» ішла в складі «Блоку Юлії Тимошенко» (БЮТ) і здобула сім мандатів. На президентських виборах 2004 УРП «С» підтримала кандидатуру Віктора Ющенка. Згодом Анатолій Матвієнко був призначений прем'єр-міністром Автономної Республіки Крим.
Після відставки уряду Юлії Тимошенко 8 вересня 2005 «Собор» розколовся на прихильників подальшого співробітництва з Юлією Тимошенко, яких очолював Левко Лук'яненко, і прихильників зближення з «Нашою Україною», очолюваних головою партії Анатолієм Матвієнко. Розкол відбувся 22 жовтня 2005 року, на XV позачерговому з'їзді.

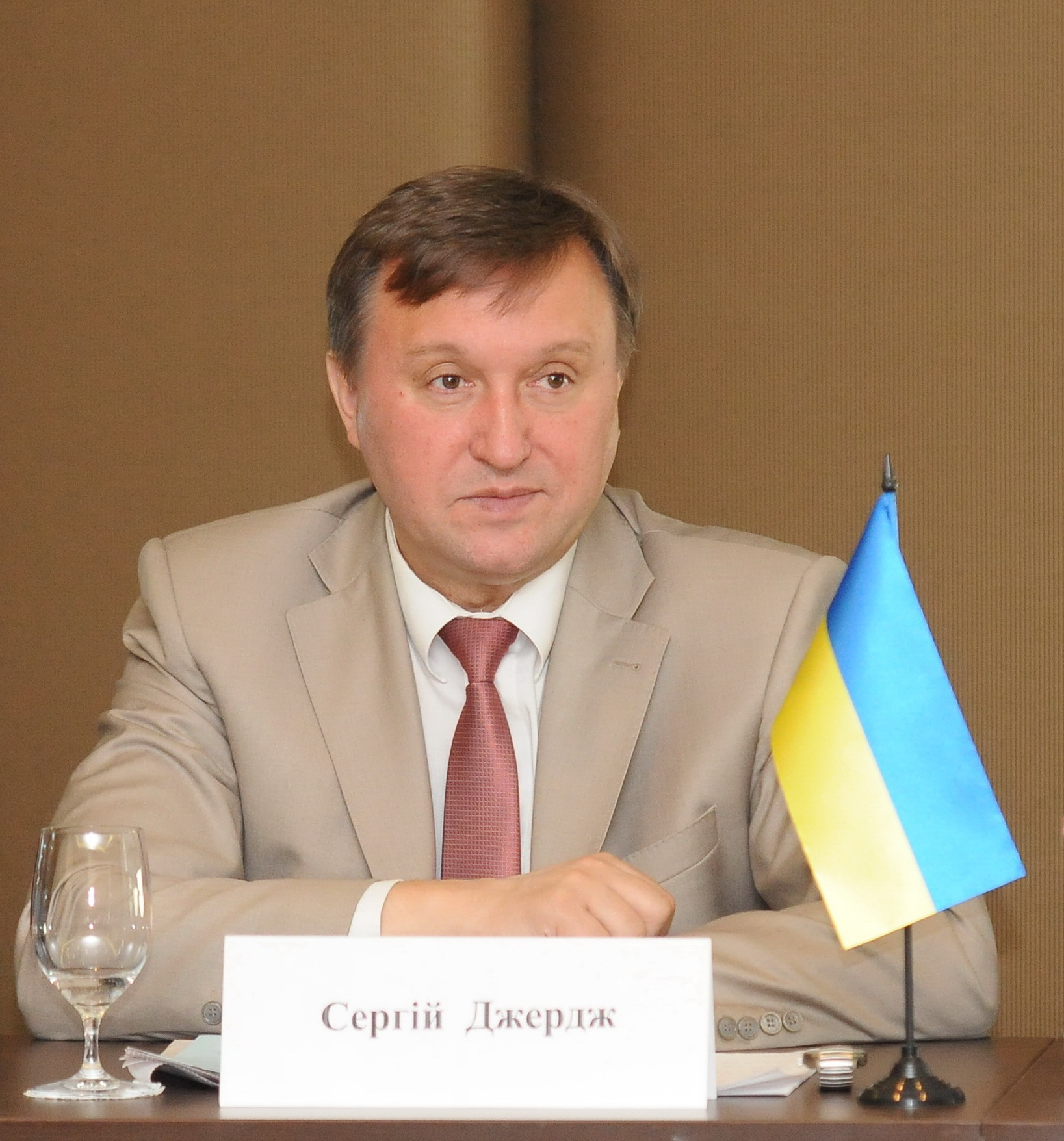
Сергій Джердж — чинний голова Української республіканської партії

## Заснування нової партії
У 2006 році прихильники Лук'яненка в складі БЮТ на парламентських виборах отримали 11 мандатів і 28 травня з ініціативи Левка Лук'яненка в Києві провели Установчий з'їзд відродження УРП, на якому була створена Українська республіканська партія Лук'яненка (офіційно зареєстрована Міністерством юстиції 21.12.2006 р., свідоцтво № 139). Її головою став Олесь Сергієнко. До партії також увійшли відомі політики Сегій Жижко, Володимир Шовкошитний. Через декілька місяців група Сергієнка вийшла з партії, створивши Українську партію, а головою УРП(Л) став Сегій Жижко.
У лютому 2007 року головою партії обрано Ростислава Новоженця. На з'їзді УРП(Л) 27 вересня 2008 партія оголосила про нову назву - «Українська республіканська партія». Міністерство юстиції визнало зміну назви партії лише через рік 10 серпня 2009. Головою нової УРП було обрано Володимира Гуменюка. Напередодні парламентських виборів 2012, у грудні 2011 року, республіканці повернули до керівництва партією Левка Лук'яненка, який до цього залишався Почесним головою партії.
13 квітня 2013 року у Києві відбулося засідання Центральної Ради Української республіканської партії. На засіданні обговорювалась заява Голови УРП Лук'яненка Левка Григоровича про складання з себе повноважень Голови партії та виходу з Центральної Ради. На посаду Голови було обрано Джерджа Сергія Федоровича. На наступних зїздах УРП делегати переобирали кандидата політичних наук Сергія Джерджа на посаду Голови партії.
Після смерті 7.07.2018 Левка Лук'яненка, що був Почесним головою партії, XI (XXVI) з’їзд Української республіканської партії ухвалив обрати Горбаля Миколу Андрійовича Почесним головою УРП. Микола Горбаль був у числі засновників Української республіканської партії (з вересня 1988 — секретар виконкому Української Гельсінської Спілки, 1990-1994 рр. — голова Київської організації Української республіканської партії, у 1990-1994 рр. — депутат Київської міської ради, 4 березня 1994 р. обраний Народним депутатом України).

## Участь у виборах

### До Верховна Ради України
2006 року прихильники Лук'яненка в складі БЮТ на парламентських виборах отримали 11 мандатів
2012 року нова УРП узяла участь у позачергових виборах висунувши своїх кандидатів як самовисуванців
1. Округ № 115 (місто Львів)
2. Округ № 123 (Львівська область)
3. Округ № 125 (Львівська область)
4. Округ № хх (Франківська область)

2014 року УРП узяла участь у позачергових виборах
кандидати висунуті від УРП:
1. Округ № 182 (місто Херсон) - Базилєв Олександр Володимирович
2. Округ № 167 (Тернопільська область) - Козак Тарас Мирославович
3. Округ  № 117 (місто Львів) - Семчишин Роман Андрійович
4. Округ № 92 (Київська область) - Стрельчук Наталія Василівна

члени партії висунуті як самовисуванці:
1. Округ № 22 (Волинська область).
2. Округ № 206 (місто Чернігів).
3. Округ № 11 (місто Вінниця).

Кандидати в депутати, зареєстровані у партнерстві з РПЛ:
1. Округ № 126 (Львівська область).
2. Джердж Сергій Федорович

### до Місцевих рад
2010 року обрано 73 депутати від УРП та 1 міського голову
2015 року УРП висунула 608 кандидатів у депутати до місцевих рад та 8 кандидатів на міських голів.
В результаті виборів УРП отримала до міських рад: м. Долина (Івано-Франківська обл.) - 5 мандатів; м. Буськ (Львівська обл.) — 3 мандати; м. Старий Самбір (Львівська обл.) — 1 мандат; м. Миколаїв (Львівська обл.) — 2 мандати; м. Борислав (Львівська обл.) — 2 мандати).
До районних рад: Долинська (Івано-Франківська обл.) - 4 мандати; Буська (Львівська обл.) - 3 мандати; Старосамбірська (Львівська обл.) - 5 мандатів; Кобеляцька (Полтавська обл.) - 3 мандати.
На посаду міських голів отримали перемогу висуванці УРП: Трухим Ігор — місто Старий Самбір (Львівська обл.) — 32,25 %; Гаразд Володимир — місто Долина (Івано-Франківська обл.) — 43,78 %.
30 червня 2019 року на виборах до Долинської міської територіальної громади в Івано-Франківській області у доволі жорсткій конкурентній боротьбі на посаду міського голови переміг висуванець місцевої організації УРП Володимир Гаразд, він отримав підтримку 31,16% виборців. Команда депутатів від Долинської районної організації Української республіканської парті УРП отримала 19,48 % голосів виборців  - 8 депутатських мандатів.
25 жовтня 2020 року місцеві організації УРП взяли активну участь у місцевих виборах, зокрема, до Львівської міської ради та Долинської міської ради (Івано-Франківська обл.). Результатом цих виборів стало 4 мандати від УРП до Долинської міської ради.

## Ідеологічні засади
З початків створення УРП базовою ідеологією незмінно залишається українська національна ідея, яка розуміється як відстоювання національних інтересів у всіх сферах життєдіяльності Української держави та здійснення права українців на збереження і модерний розвиток своєї неповторної культури у спільноті народів світу.
Республіканська партія в умовах становлення незалежності України, дотримуючись засад націоналістичної ідеології, підтримувала унітарний статус України. Водночас партійні структури республіканців своєю практичною діяльністю активно сприяли втіленню в життя ідеї соборної України.
У прийнятій в квітні 1990 року Політичній програмі УРП чітко висловилася за створення Української незалежної соборної держави як неодмінної умови політичного, економічного й культурного відродження, консолідації та самопоступу народу України, піднесення його добробуту, утвердження демократичного ладу і розвитку громадянського суспільства, виведення з міжнародної ізоляції на гідне місце серед вільних народів світу.
У програмі Української республіканської партії, яка була затверджена на III з'їзді партії у травні 1992 року, зазначалося, що УРП виступає за неподільність Української держави, її територіальну цілісність та недоторканість державних кордонів. УРП вважає унітарну державу з широкими повноваженнями суб'єктів місцевого самоврядування за найбільш досконалу форму державного устрою України.
У 1992 році Провід Української республіканської партії активно реагував на всі замахи російського державного імперіалізму на суверенітет України. Представники партії у Верховній Раді виступали проти створення шовіністичною партократією територіальної автономії в Криму. Провід УРП виступав із принциповими заявами з приводу створення пострадянської Співдружності Незалежних Держав, щодо Чорноморського флоту, за вихід з СНД.
У 1993–1994 роках республіканці продовжували боротися з сепаратистськими тенденціями в Криму і Севастополі. Так, у липні 1993 Українська республіканська партія оприлюднила заяву, де засудила прийняття Верховною Радою РФ постанови про належність Севастополя Російській Федерації. На позачерговому з'їзді партії у квітні 1994 було прийнято ухвалу, яка задекларувала ставлення партії до подій антидержавного характеру в Криму.

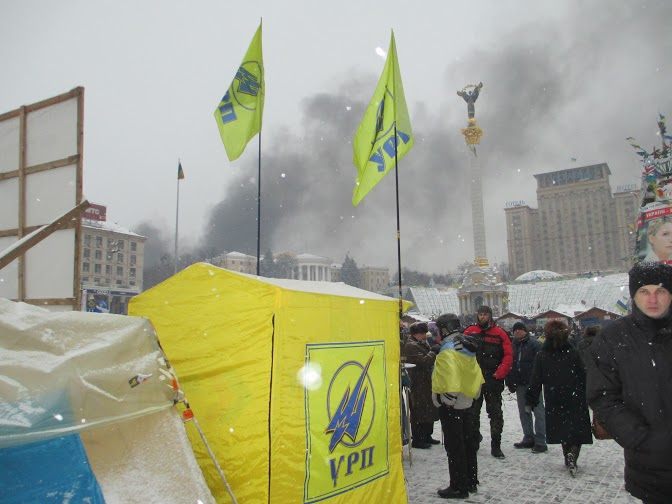
Намет УРП на Майдані Незалежності під час Революції Гідності, 2013

У 1995 році УРП подала у Конституційну комісію власний проект Конституції України, в якому насамперед проголошувалося, що Україна є державою, утвореною на основі самовизначення української нації, національного суверенітету, територіальної єдності, верховенства права, демократичної загальнолюдської моралі. Пропонувалося, що парламент (Національні Збори) мав бути двопалатним і складатися з Народної палати і Сенату. Місцеве самоврядування, за проектом Конституції УРП, мала представляти система органів місцевого самоврядування, яку складали б управ областей, повітів, сіл та мерій міст, а також представницькі органи — Ради областей, повітів, міст та сіл.

### Основні програмні положення
Метою Української республіканської партії сьогодні проголошується розбудова самостійної, соборної, демократичної, правової, унітарної і заможної Української держави та розвиток самобутньої й модерної української нації, яка постає унікальною складовою світової спільноти націй завдяки українській мові, символіці, звичаям, традиційним цінностям і атрибутам державності.
Стратегічними завданнями УРП є:
- забезпечення гідних умов життя — можливості для праці та ведення бізнесу, належна освіта та медичне обслуговування, споживання екологічно чистих продуктів та робота із покращення екологічних умов для проживання людей, збереження земельних, водних та лісових ресурсів тощо. Збільшення частки ВВП на кожного жителя України на рівні розвинених країн світу;
- розширення сфери вжитку української мови як єдиної державної мови, збереження української культурної спадщини та розвиток сучасних форм української культури;
- забезпечення дієвої недоторканності й неподільності території України, її унітарності. Скасування Кримської автономії;
- формування в Україні громадянського суспільства на основі вільного розвитку громадських та професійних об'єднань, самоврядних сільських та інших громад й інституцій, зростання громадської активності громадян тощо;
- інформаційна незалежність держави, можливість рівного доступу до засобів масової інформації всіх верств населення та отримання правдивої інформації щодо розвитку держави й умов проживання громадян;
- формування у підростаючого покоління патріотизму, відчуття гордості за свою країну в усіх жителів України.

Республіканці вважають, що інші, аніж республіканські, форми розвитку держав не дозволяють повною мірою враховувати інтереси всіх громадян. На нинішньому етапі розвитку світового політичного життя, попри певну розмитість поняття «республіка», у світі чітко проглядається відродження інтересу до республіканства. В УРП вважають, що цей інтерес виправданий для України, оскільки за роки незалежності так і не сформувалася зорієнтована на розвиток країни політична еліта, зареєстровано десятки «кишенькових» чи кон'юнктурних партій, а в суспільстві зростає апатія та безініціативність. Політична діяльність більшості громадян, по суті, зведена до голосування на виборах. Перетворення жителів-споживачів в активних громадян, які вирішують спільну справу, під силу лише партії з міцною і перевіреною століттями ідеологією.

## Організаційна структура
Вищим органом Української республіканської партії є Центральний провід. Організації партії утворюються відповідно до адміністративно-територіального устрою України. Їхня діяльність поширюється на територію відповідних адміністративно-територіальних одиниць. До складу організацій партії входять крайові, місцеві та первинні організації. Місцевими організаціями УРП є партійна організація міст (крім Києва і Севастополя); районів; районів в містах. Первинними організаціями є партійні осередки сіл, селищ, первинні організації у районах міст тощо.
Емблемою першої Української республіканської партії була ластівка — один з українських народних символів, що символізувало собою прихід нової доби, відродження України. У лютому 2007 року партія змінила символіку з миролюбної ластівки на атакуючого сокола.

## Символіка
Розпізнавальним знаком Української республіканської партії є зображення сокола синього кольору, що нагадує державний герб-тризуб, на фоні сонячного круга, обрамленого синім колом. Це зображення символізує українського птаха Сокола, що стрімголов летить на ворогів Української Держави. Голова сокола спрямована в нижній лівий кут емблеми (герба, а на прапорі – до древка).
Емблема Української республіканської партії представляє собою жовтий квадрат, в центрі якого є розпізнавальний знак у вигляді сокола-тризуба на фоні сонячного круга, обрамленого синім колом. Внизу напис із трьох великих літер УРП синього кольору кириличним шрифтом Granit.
Прапор Української республіканської партії - прямокутне жовте полотнище із співвідношенням сторін 1:1,5 та із розпізнавальним знаком партії (соколом-тризубом на фоні сонця) вище центру полотнища. Діаметр сонячного круга складає третину висоти полотнища. Нижче розпізнавального знаку зліва-направо напис у вигляді сходинок «Українська Республіканська Партія» синього кольору кириличним шрифтом Granit (ухвалено IX З'їздом УРП 28.05.2016)
Логотип із зображенням партійного символу – «атакуючого сокола» і великих літер «УРП» шрифту Granit синього кольору на золотому фоні для виготовлення партійних значків та партійної символіки на одязі (футболках, куртках) та головних уборах тощо (ухвалено Центральним Проводом УРП 25.04.2018)

## Відомі члени партії
- Лук'яненко Левко Григорович
- Джердж Сергій Федорович
- Горбаль Микола Андрійович
- Новоженець Ростислав Павлович
- Козак Тарас Мирославович
- Борсук Петро Максимович
- Кунцевич Микола Віталійович
- Перепуст Петро Микитович
- Коваленко Сергій Станіславович
- Будулич Володимир Іванович
- Попович Владислав Миколайович
- Криворучко Ігор Олегович
- Семчишин Роман Андрійович